# Capela de São Pedro no Muro
A Capela de São Pedro no Muro, Bradwell-on-Sea, Essex, é um edifício listado como Grau I e está entre as mais antigas igrejas cristãs em grande parte intactas na Inglaterra; ainda está em uso regular. Ele data dos anos 660-662. A capela é usada regularmente pela comunidade de Otona, nas proximidades, além dos serviços da Igreja da Inglaterra.

## História

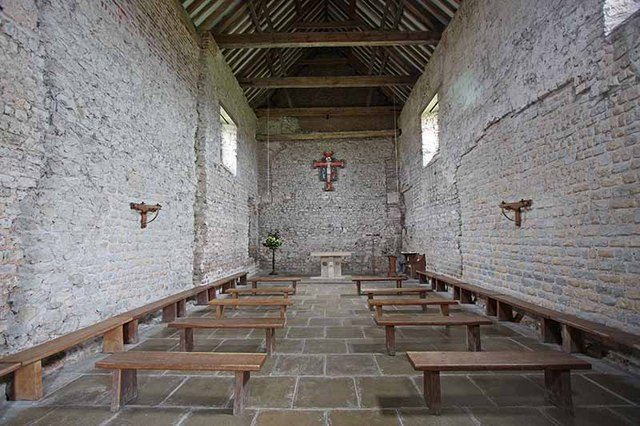
Vista interna

De acordo com Beda (que escreveu sua história no início do século 8), uma 'cidade' chamada Ythanceaster existia no rio Penta. A capela de São Pedro no Muro foi quase certamente construída originalmente pelo bispo Ceda em 654. Era uma igreja anglo-céltica para os saxões orientais, montada sobre as ruínas do abandonado forte romano de Otona. A estrutura atual foi provavelmente construída por volta de 654-662, incorporando os tijolos e pedras romanos. Em 653, Ceda viajou para o sul de Lindisfarne para espalhar o cristianismo a mando de Sigeberto, o Bom, então rei dos saxões orientais, e, tendo sido ordenado bispo, voltou no ano seguinte para construir a capela, e provavelmente outras também. Após a morte de Ceda em outubro de 664 devido à peste, a capela tornou-se parte da Diocese de Londres.

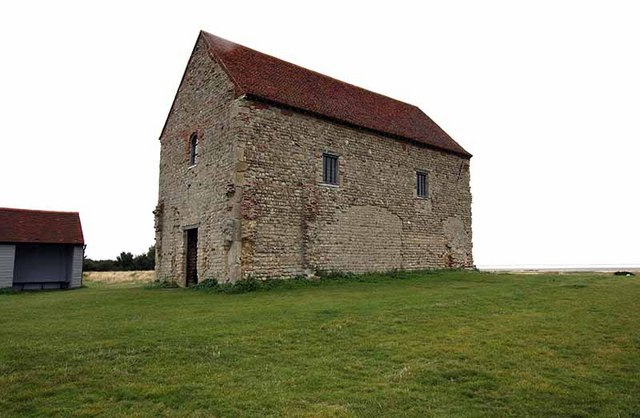
Pelo lado

Nenhum outro registro existe de que a capela tenha sido usada até 1442, quando o clero local relatou ao bispo de Londres que ela havia sido ligeiramente expandida, com uma pequena torre acima da varanda com um sino. Porém não sabiam da sua origem e estava inutilizável, tendo sido queimada. Foi reparada e voltou a ser usada regularmente ao lado da igreja paroquial em Bradwell-on-Sea até pelo menos o período Tudor (século XVI) antes de cair em desuso como uma igreja novamente e ser usado como um celeiro - a posição da ampla porta do celeiro, agora preenchido, pode ser visto no lado sul da nave.
Em 1920 foi restaurado e reconsagrado como capela; alcançou o status de listado de Grau I em 1959.

## Uso atual
A capela pertence à catedral de Chelmsford e é cuidada pelo capelão, o reverendo Steven Poss, reitor da igreja paroquial de St Thomas Bradwell-on-Sea e membros da igreja. Os cultos públicos regulares são realizados na capela todas as semanas, com um culto da Comunhão na quinta-feira pela manhã, às 9h. Os serviços especiais são realizados no Natal e na Páscoa. Nas noites de verão, os cultos são realizados todos os domingos de julho e agosto às 18h30.
A capela e o campo adjacente são a casa da peregrinação de Bradwell, realizada no primeiro sábado de julho. A procissão começa na Igreja Paroquial de São Tomé e os peregrinos dirigem-se à Capela de São Pedro, onde são realizados os serviços e eventos.

A capela também é usada pela vizinha Comunidade de Otona. Fundada em 1946 por Norman Motley, reitor de St Michael, Cornhill, 1956-1980, esta comunidade de base cristã está aberta a pessoas de todas as religiões e nenhuma.